# Ligne Kitto
La ligne Kitto (吉都線, Kitto-sen) est une ligne ferroviaire située dans les préfectures de Kagoshima et Miyazaki au Japon. Elle est aussi appelée ligne Ebino-Kōgen (吉都線, Ebino-kōgen-sen-sen). Elle relie la gare de Yoshimatsu à Yūsui à la gare de Miyakonojō à Miyakonojō. La ligne est exploitée par la compagnie JR Kyushu.

## Histoire
La ligne a été ouverte entre 1912 entre Yoshimatsu et Kobayashi, et prolongée en 1913 à Miyakonojō.

## Caractéristiques

### Ligne
- Longueur : 61,6 km
- Ecartement : 1 067 mm
- Nombre de voies : Voie unique

### Gares
| Gare             | Nom japonais | Distance (km) | Correspondances     | Localisation | Localisation            |
| ---------------- | ------------ | ------------- | ------------------- | ------------ | ----------------------- |
| Yoshimatsu       | 吉松         | 0             | JR Kyushu : Hisatsu | Yūsui        | Préfecture de Kagoshima |
| Tsurumaru        | 鶴丸         | 2,6           |                     | Yūsui        | Préfecture de Kagoshima |
| Kyōmachi Onsen   | 京町温泉     | 5,0           |                     | Ebino        | Préfecture de Miyazaki  |
| Ebino            | えびの       | 9,6           |                     | Ebino        | Préfecture de Miyazaki  |
| Ebino Uwae       | えびの上江   | 13,0          |                     | Ebino        | Préfecture de Miyazaki  |
| Ebino Iino       | えびの飯野   | 15,0          |                     | Ebino        | Préfecture de Miyazaki  |
| Nishi-Kobayashi  | 西小林       | 20,6          |                     | Kobayashi    | Préfecture de Miyazaki  |
| Kobayashi (ja)   | 小林         | 26,8          |                     | Kobayashi    | Préfecture de Miyazaki  |
| Hirowara         | 広原         | 30,8          |                     | Takaharu     | Préfecture de Miyazaki  |
| Takaharu         | 高原         | 34,8          |                     | Takaharu     | Préfecture de Miyazaki  |
| Hyūga-Maeda      | 日向前田     | 39,4          |                     | Miyakonojō   | Préfecture de Miyazaki  |
| Takasaki-Shinden | 高崎新田     | 43,8          |                     | Miyakonojō   | Préfecture de Miyazaki  |
| Higashi-Takasaki | 東高崎       | 48,1          |                     | Miyakonojō   | Préfecture de Miyazaki  |
| Mangatsuka       | 万ケ塚       | 51,0          |                     | Miyakonojō   | Préfecture de Miyazaki  |
| Tanigashira      | 谷頭         | 54,5          |                     | Miyakonojō   | Préfecture de Miyazaki  |
| Hyūga-Shōnai     | 日向庄内     | 57,5          |                     | Miyakonojō   | Préfecture de Miyazaki  |
| Miyakonojō       | 都城         | 61,6          | JR Kyushu : Nippō   | Miyakonojō   | Préfecture de Miyazaki  |